# William Bernard O’Donoghue

William Bernard O’Donoghue

William Bernard O’Donoghue (* 1843 im County Sligo, Irland; † 16. März 1878 in Saint Paul, Minnesota) war ein irisch-amerikanischer Rebell, der während und nach der Red-River-Rebellion in der heutigen kanadischen Provinz Manitoba eine wichtige Rolle spielte.

## Biografie
O’Donoghue wanderte um 1850 in die Vereinigten Staaten aus und wurde später aktives Mitglied der Fenian Brotherhood. 1868 lernte er in Port Huron den Missionar Vital Grandin kennen und reiste mit ihm in die Red-River-Kolonie, wo er als Lehrer tätig war. Er brach sein Theologiestudium ab und schloss sich im August 1869 den von Louis Riel angeführten aufständischen Métis an. Am 22. Dezember half er Riel, die Vermögenswerte der Hudson’s Bay Company in Fort Garry zu beschlagnahmen. Fünf Tage später wurde er zum Schatzmeister der provisorischen Regierung ernannt. Am 18. Februar 1870 verhinderte er zusammen mit Ambroise-Dydime Lépine einen Umsturzversuch der radikalen Canadian Party.
Mit der Zeit war O’Donoghue immer unzufriedener mit dem Führungsstil von Louis Riel; er hielt ihn für zu kompromissbereit und zu pro-britisch. Nach der Ankunft der Red-River-Expedition von Garnet Wolseley am 24. August 1870 musste er zusammen mit Riel über die Grenze fliehen. Es kam jedoch bald zum Bruch, da er die Meinung vertrat, die US-amerikanische Armee solle zugunsten der Métis intervenieren. Als Präsident Ulysses S. Grant eine entsprechende Petition ablehnte, führte O’Donoghue Anfang Oktober 1871 eine Gruppe von 35 bewaffneten Anhängern der Fenian Brotherhood an. Er wollte mit ihnen die Red-River-Kolonie überfallen und eine Republik mit ihm als Präsidenten ausrufen.
Da Riel noch immer großen Einfluss hatte, fehlte es O’Donoghue an Unterstützung und der Überfall scheiterte rasch. Er wurde von den Métis gefasst und nach Minnesota ausgeliefert. Die amerikanischen Behörden ließen ihn unbehelligt. O’Donoghue arbeitete danach als Lehrer im Dakota County. 1878 starb er in St. Paul (Minnesota) an Tuberkulose.